# جیووانا یون
جیووانا یون (انگلیسی: Giovanna Yun؛ زادهٔ ۱۸ ژوئیهٔ ۱۹۹۲) بازیکن فوتبال اهل اروگوئه است.
وی همچنین در تیم ملی فوتبال Uruguay بازی کرده‌است.